# NGC 7662
إن جي سي 7662 أو سديم الكرة الثلجية (بالإنجليزية:
NGC 7662 ) ويسمى أيضا كالدويل 22 ، هو سديم كوكبي يبلغ اتساعه 0,99' × 0,71' ، ذو لمعان بقدر
+8,3 قدر ظاهري ويرى في كوكبة المرأة المسلسلة. ويبعد السديم إن جي سي 7662 عن المجموعة الشمسية بين 5.000 - 6.000 سنة ضوئية وتبلغ مقاييسه 50.000 إلى 60.000 وحدة فلكية.
إن بعد إن جي سي 7662 عنا بنحو 5600 سنة ضوئية هي نتيجة أرصاد أجريت في عام 1963، أما أرصاد عام 1951 فكانت في حدود 1.800 سنة ضوئية فقط .
ويرجع لونه الأخضر-أزرق إلى إثارة ذرات الأكسجين فيه . ويعتبر النجم الموجود في وسطه الشديد الطاقة الإشعاعية هو السبب في إضاءته. النجم الوسطي فيه هو قزم أبيض شديد الكثافة المادية وتبلغ درجة حرارة سطحه نحو 75.000 كلفن . يصدر أشعة فوق البنفسجية بغزارة، تعمل على تأين الأكسجين مرتين فيصبح في صورة أيونات (O-III), بحيث تصدر أشعة ذات طول موجة بين 5007 و 4959 أنجستروم , ونحن نراها في نطاق الضوء الأخضر-الأزرق.
إن جي سي 7662 اكتشف من العالم الفلكي وليام هيرشل في 6 أكتوبر 1784.

## اقرأ أيضا

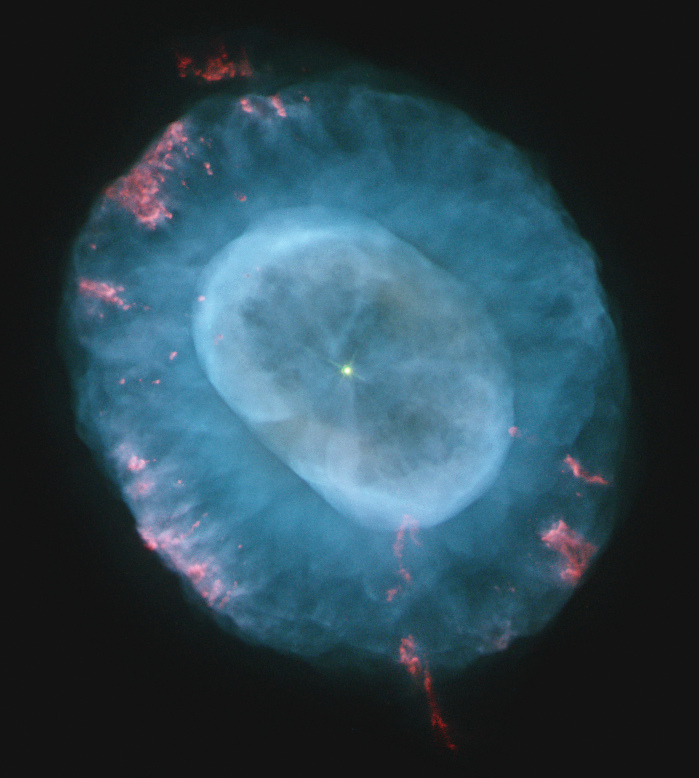
يسمى أيضا "سديم كرة الثلج الزرقاء"

- سديم الهلال
- إن جي سي 4889